# Л'Еліана
Л'Еліана, Ла-Еліана (валенс. L'Eliana (офіційна назва), ісп. La Eliana) — муніципалітет в Іспанії, у складі автономної спільноти Валенсія, у провінції Валенсія. Населення — 16 738 осіб (2010).

## Географія
Муніципалітет розташований на відстані близько 290 км на схід від Мадрида, 16 км на північний захід від Валенсії.

## Демографія
Динаміка населення (INE ):